# Узденов, Джашарбек Борисович
Джашарбек Борисович Узденов (25 января 1967, Кызыл-Октябрь, Зеленчукский район, Карачаево-Черкесская автономная область, Ставропольский край, РСФСР, СССР — 23 апреля 2023) — российский политический деятель, член партии «Единая Россия», депутат Государственной думы VIII созыва в 2021—2023 годах.

## Биография
Джашарбек Узденов родился в посёлке Кызыл-Октябрь Зеленчукского района Карачаево-Черкесской АО Ставропольского края. В 1992 году окончил Ростовский институт народного хозяйства. В 2009—2013 годах был депутатом Народного собрания Карачаево-Черкесской республики, в 2020—2021 — министром природных ресурсов и экологии этого региона.
19 сентября 2021 года Узденов был избран депутатом Госдумы от партии «Единая Россия» по Карачаево-Черкесскому одномандатному избирательному округу № 16 с результатом 78,6 % голосов. Второе место в округе занял Кемал Бытдаев, первый секретарь республиканского отделения КПР (10,79). Узденов заседал в комитете ГД по экологии, природным ресурсам и охране окружающей среды. Из-за вторжения России на Украину находился под международными санкциями США и Новой Зеландии. Умер 23 апреля 2023 года после тяжёлой и продолжительной болезни.
Сын Джашарбека Узденова Солтан Узденов был избран депутатом Государственной думы 10 сентября 2023 года.